# 태풍 조앤 (1997년)
태풍 조앤 (Typhoon Joan) 은 1997년에 북서태평양에서 발생한 제24호 태풍이다. 5등급의 슈퍼 태풍(SSHS)이다.